# اوموکونازول
اوموکونازول (انگلیسی: Omoconazole) یک داروی ضد قارچ از خانواده آزول‌ها است.
اومونوکازول در ایالات متحده آمریکا و کانادا در دسترس نیست. در کشورهای دیگر، از آن برای درمان کاندیدیاز جلدی، درماتوفیتوز، پیتریازیس ورسیکالر استفاده می‌شود.